# إيفان إيفانوف (سباح)
إيفان إيفانوف (مواليد 27 أبريل 1979) هو سبّاح قيرغيزستاني، مثّل بلاده في الألعاب الأولمبية الصيفية 2000.

## روابط خارجية
إيفان إيفانوف على موقع أوليمبيديا (الإنجليزية)